# Jewpatorija

Panorama von Jewpatorija

Jewpatorija oder im deutschen Sprachraum auch Eupatoria (ukrainisch Євпаторія Jewpatorija;  russisch Евпатория Ewpatorija, krimtatarisch Kezlev, altgriechisch Κερκινίτις Kerkinitis, armenisch Եվպատորիա Ewpatoria) ist eine Küstenstadt in der Autonomen Republik Krim mit etwa 120.000 Einwohnern.

## Geographie
Die Stadt liegt an der Westküste der Halbinsel Krim am Ufer des Schwarzen Meeres. Sie besitzt einen Seehafen, zwei Bahnhöfe und eine Straßenbahn. Zur Stadtratsgemeinde gehören, neben der Stadt selbst die drei Siedlungen städtischen Typs Saoserne (Заозерне), Myrnyj (Мирний) und Nowooserne (Новоозерне). Jewpatorija schließt die Kalamita-Bucht nach Norden ab.

## Geschichte

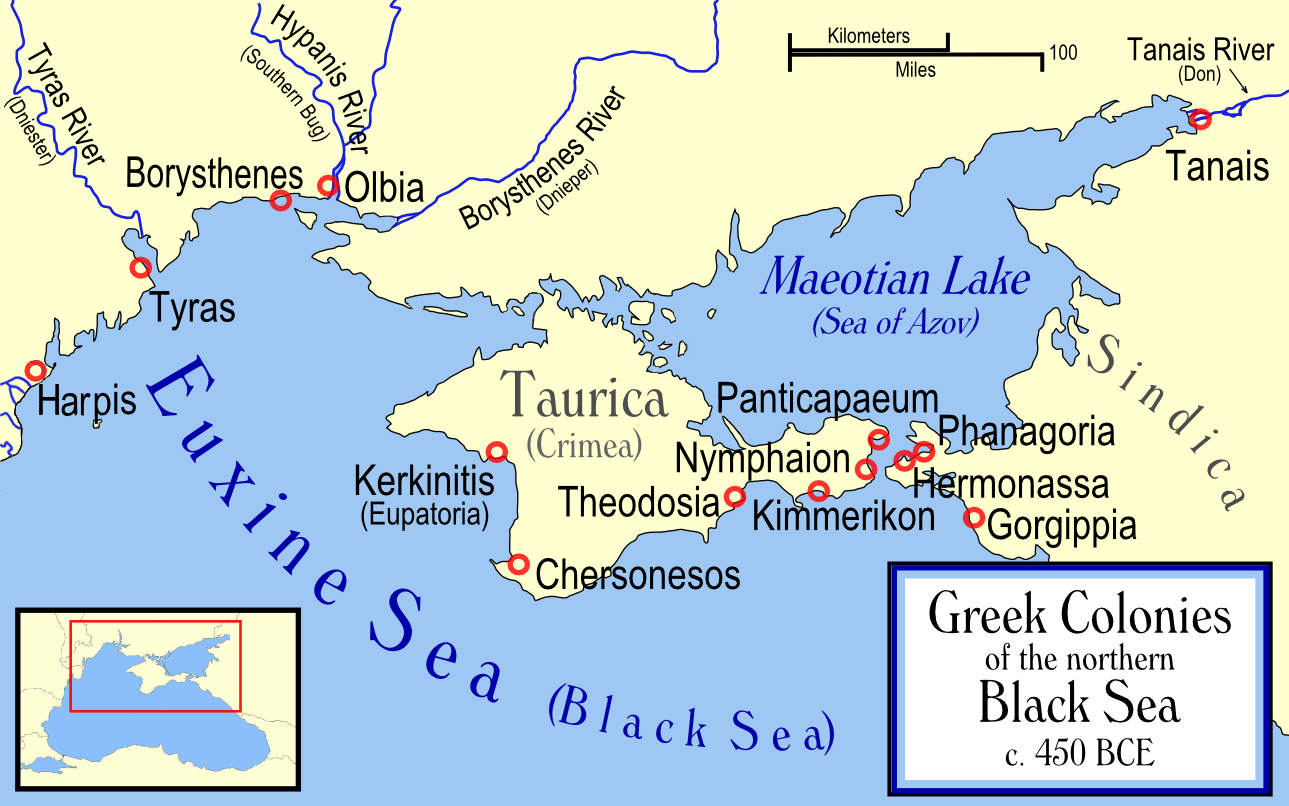
Karte der griechischen Städte am nördlichen Schwarzen Meer

Etwa 500 v. Chr. gründeten hier griechische Kolonisten aus Herakleia Pontike die antike Stadt Kerkinitis in einer wohl von Skythen und Sarmaten besiedelten Gegend. Im Jahr 2003 feierte die Stadt ihr 2500-jähriges Bestehen.
1783 kam Jewpatorija zu Russland. Im Russischen Kaiserreich gehörte Jewpatorija zum Gouvernement Taurien, das bis Oktober 1921 bestand. Nach der Oktoberrevolution war sie Teil der ASSR der Krim innerhalb der Russischen SFSR.
1855 fand im Rahmen des Krimkriegs die Schlacht von Jewpatorija statt.
In der damaligen Fontannaja Uliza (heute: Uliza Revoluzii Nr. 42) befand sich im 19. Jahrhundert eine Niederlassung der in Odessa und St. Petersburg ansässigen russischen Dampfschifffahrtsgesellschaft ROPiT.
1915 wurde eine in Jewpatorija endende Zweigstrecke der Bahnstrecke Sewastopol–Charkiw eröffnet.
Durch Beschluss des Obersten Sowjets der UdSSR aus Anlass des 300. Jahrestags des Vertrags von Perejaslaw wurde Jewpatorija zusammen mit der Oblast Krim am 26. April 1954 an die Ukrainische Sozialistische Sowjetrepublik angeschlossen. Von 1991 bis 2014 war Jewpatorija Teil der unabhängigen Ukraine.
Seit dem international nicht anerkannten Anschluss der Halbinsel Krim an Russland im März 2014 gehört Jewpatorija de facto zum Föderationssubjekt Südrussland der Russischen Föderation. De jure nach Angaben der administrativ-territorialen Teilung der Ukraine ist Jewpatorija Teil der Autonomen Republik Krim, die zu den durch Russland besetzten Gebieten gehört.

## Bevölkerung
Zusammensetzung der Bevölkerung laut der Volkszählung aus dem Jahr 2001:
- Russen — 64,9 %
- Ukrainer — 23,3 %
- Krimtataren — 6,9 %
- Belarussen — 1,5 %
- Armenier — 0,5 %
- Juden — 0,4 %
- Tataren — 0,2 %
- Polen — 0,2 %
- Moldauer — 0,2 %
- Aserbaidschaner — 0,2 %
- Koreaner — 0,1 %
- Roma — 0,1 %
- Karäer — 0,1 %
- Deutsche — 0,1 %
- Usbeken — 0,1 %

## Städtepartnerschaften
- Portugal: Figueira da Foz seit 1989
- Deutschland: Ludwigsburg seit 1992
- Griechenland: Zakynthos seit 2002
- Polen: Ostrowiec seit 2004
- Türkei: Silifke seit 2005
- Russland: Rajon Krasnogorsk seit 2006
- Griechenland: Lamia seit 2009[9]
- Russland: Belgorod seit 2010

## Kultur und Sehenswürdigkeiten

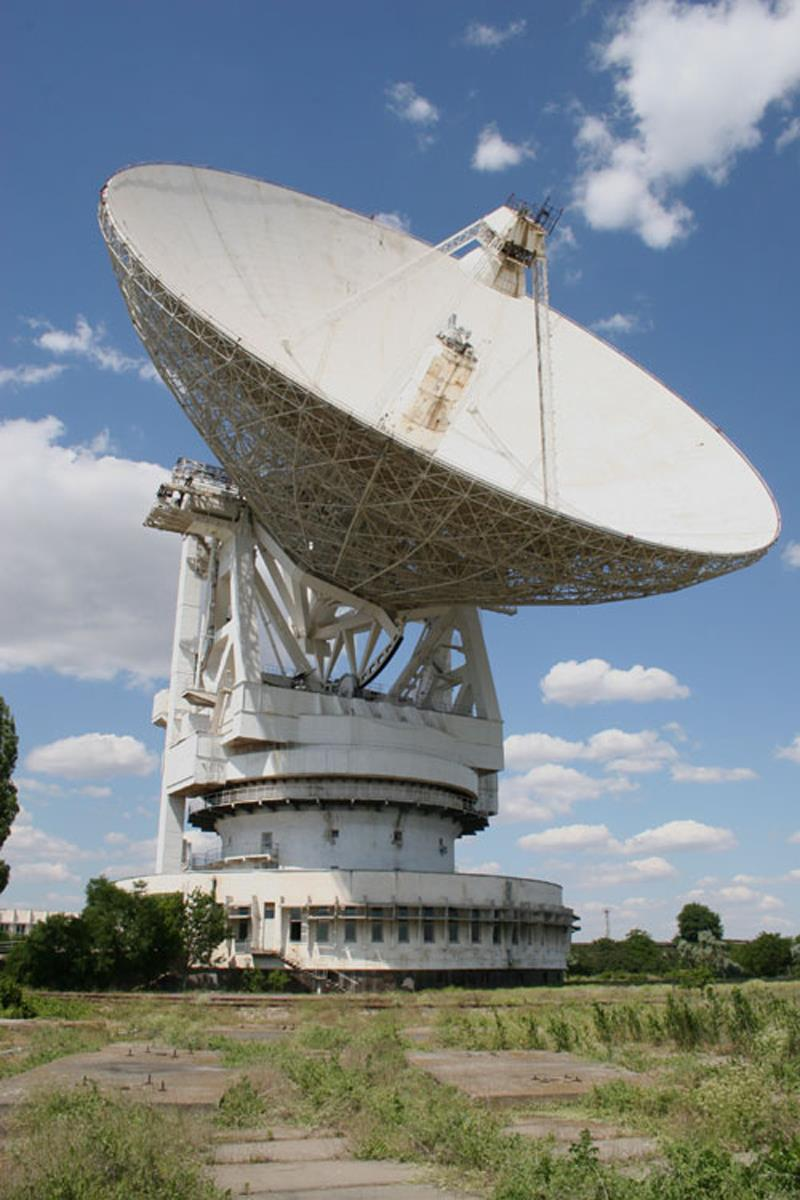
70-m-Radioteleskop RT-70

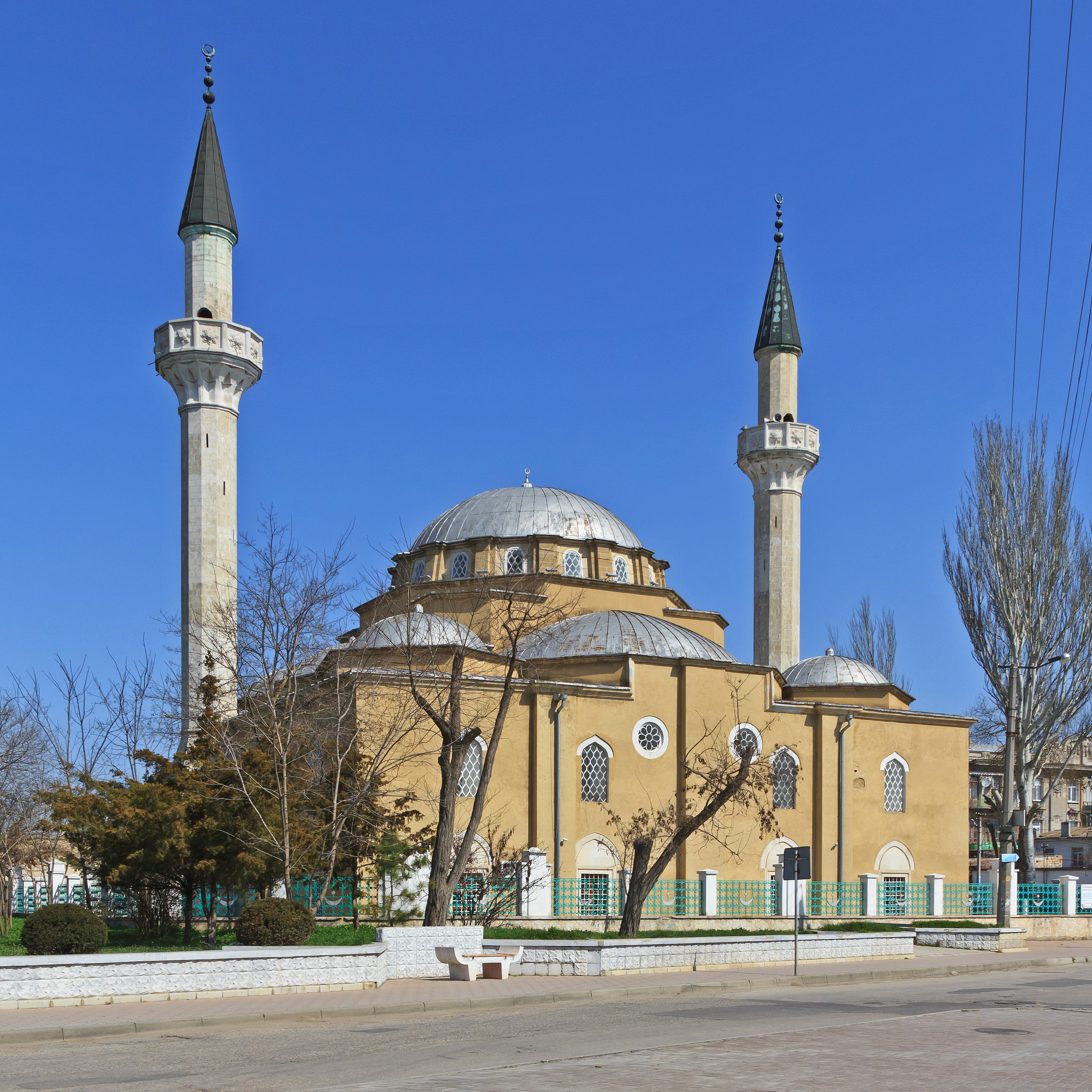
Dschuma-Dschami-Moschee in Jewpatorija

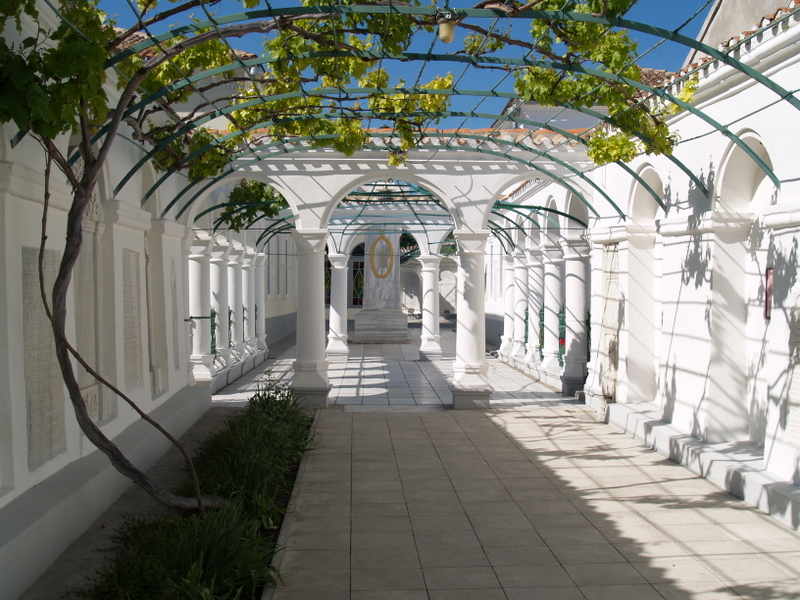
Kenessa in Jewpatorija

Jewpatorija hat touristische Bedeutung, es gibt eine gut ausgebaute Strandpromenade, ufernahe Parks sowie Alleen im Zentrum. In der Nähe von Jewpatorija, im Ort Popiwka fand bis 2013 das Technofestival KaZantip statt, das bis zu 100.000 Menschen anlockte. In der Stadt herrscht eine für die Krim typische kulturelle Vielfalt. Neben der 1898 gebauten russisch-orthodoxen Nikolaj-Kirche wird auch die im 16ten Jahrhundert vom türkischen Baumeister Sinan gebaute Moschee Dschuma-Dschami gepflegt. Auch befindet sich hier eine der wenigen noch aktiven Karäer-Gemeinden Osteuropas.
In Jewpatorija befand sich bis 2014 der Bahnverfolgungs- und Messkomplex der ukrainischen Raumfahrtagentur NSAU.
Besonderheiten:
- 70-m-Radioteleskop RT-70
- Russisch-orthodoxe Nikolaj-Kirche
- Dschuma-Dschami-Moschee
- Kenessa, das Gotteshaus der Karäer
- Denkmal der deutschen Besatzungsmacht
- Denkmal von Khortizja
- Wunderheilerstatue
- Typische alte Läden
- Alte US-amerikanische Botschaft
- Ein Haus, in dem alle Pilger umsonst für eine Nacht schlafen dürfen

## Verkehr
In Jewpatorija beginnt die nach Simferopol führende Hauptstraße P25.

### Straßenbahn

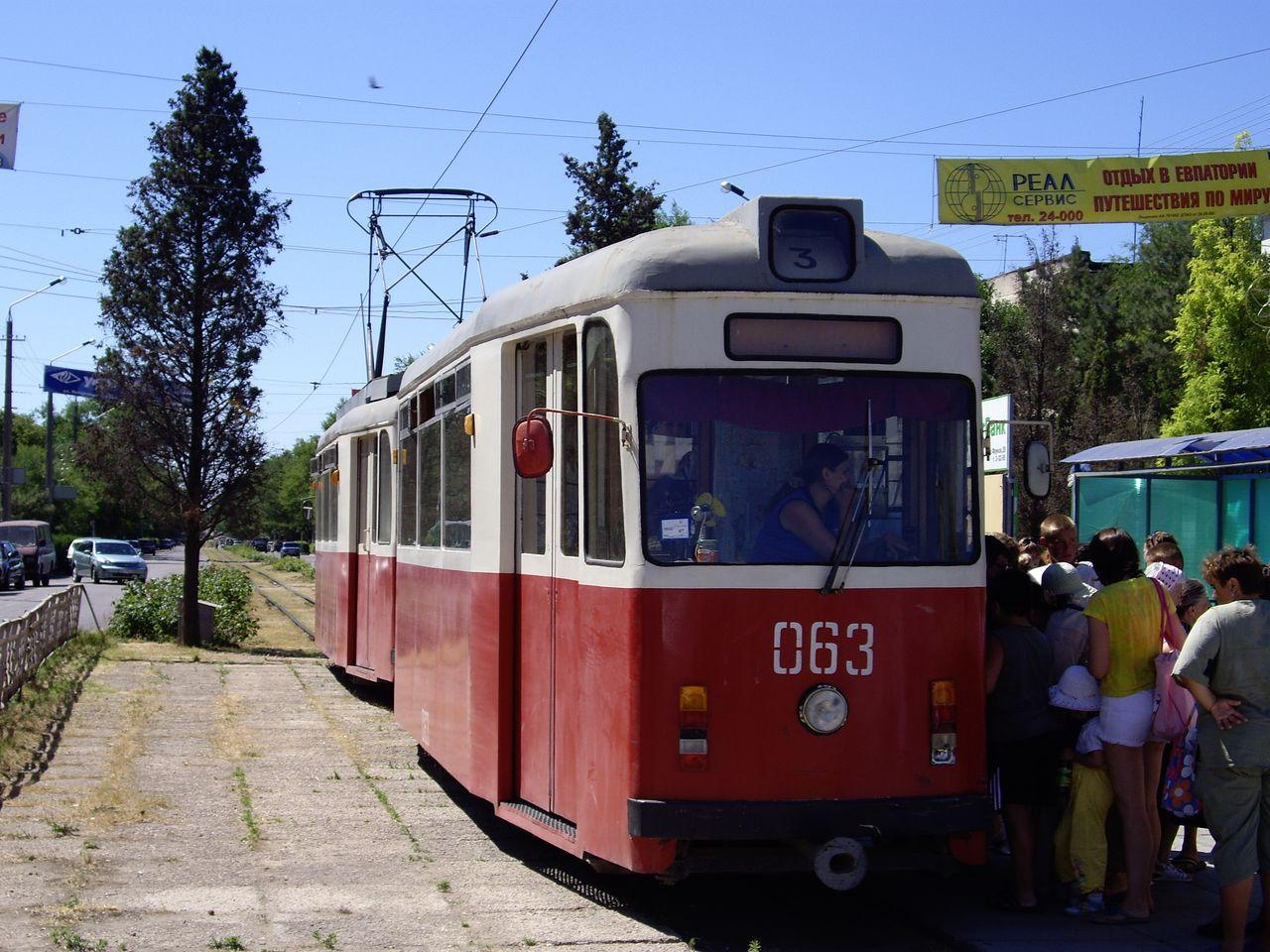
Ein Gothaer Т57/В57-Wendezug an der Endhaltestelle Bahnhof Jewpatorija Kurort (2008)

Das 1914 eröffnete, meterspurige Straßenbahnnetz besteht heute aus vier Linien mit einer Gesamtlänge von 22 Kilometern. Die Linien 1 und 2 sind wichtige Durchmesserlinien, die Linie 3 eine 900 Meter lange Stichstrecke durch die Uliza Frunse, zwischen dem Kopfbahnhof Jewpatorija Kurort und Stadtmitte, wo eine Umstiegsmöglichkeit zur Linie 1 besteht. Die Linie 4 ist circa einen Kilometer lang, schließt an die Linie 1 an und führt entlang der Straße nach Simferopol bis in die Nähe des Eisenbahnhaltepunkts Pl 54km. Die Linien 2 und 4 werden nur in der Sommersaison betrieben.
Das Streckennetz wurde ursprünglich durchgehend eingleisig mit Ausweichen angelegt. Mit Ausnahme eines zweigleisigen Neubauabschnitts zwischen Uliza Internationalnaja und Sputnik-1 auf der Linie 1 ist das bis heute so. Seit Einrichtung von drei Wendeschleifen zur Beschleunigung des Betriebs in den 1950er Jahren wird die Linie 1 von Einrichtungsfahrzeugen bedient.
Der Wagenpark besteht aus Gothaer T57/B57-Zügen sowie Tatra KT4SU. Von den ursprünglich 23 Gothaer Trieb- und 21 Beiwagen sind noch fünf Trieb- und ein Beiwagen im Einsatz, sie stammen teilweise von der Straßenbahn Zwickau und verkehren auf den Linien 2, 3 und 4. Die Beiwagen wurden zu Steuerwagen umgebaut. Von den ursprünglich 18 KT4SU sind noch 14 vorhanden. Von diesen wurden 2006 und 2007 drei zu Zweirichtungsfahrzeugen mit Türen nur auf einer Seite umgebaut. Sie werden in der Regel auf den Linien 3 und 4 eingesetzt, die vollständig dazu passende Haltestellen hat. Ergänzt wird die Straßenbahn von 22 Autobuslinien.

## Persönlichkeiten

### Söhne und Töchter der Stadt
- Jefim Babezki (1860–1916), Dramaturg, Übersetzer von Dramen, Theaterkritiker und Librettist
- Wassili Kalafati (1869–1942), Komponist
- Isaak Duwan (1873–1939), Schauspieler und Regisseur
- Adawie Efendijewa (1879–1944), Weberin und Stickmeisterin
- Sergei Sokolow (1911–2012), Marschall und Verteidigungsminister der Sowjetunion
- Alexander Dawydow (1912–1993), Physiker
- Wadim Garutt (1917–2002), russischer Paläozoologe
- Maria Gorochowskaja (1921–2001), Turnerin
- Swetlana Hodschasch (1923–2008), Ägyptologin
- Ljudmila Alexejewa (1927–2018), Historikerin und Menschenrechtlerin
- Anatolij Ponomarenko (1947–2008), sowjetisch/ukrainischer Diplomat
- Edith Suchodrew (* 1953), bildende Künstlerin
- Anatolij Reschetnjak (* 1955), ukrainischer Mittelstreckenläufer
- Jelena Belewskaja (* 1963), belarussische Leichtathletin
- Ruslana Taran (* 1970), ukrainische Seglerin
- Iryna Fris (* 1974), ukrainische Politikerin
- Alexander Dimitrenko (* 1982), deutscher Boxer
- Xenia Simonowa (* 1985), ukrainische Künstlerin
- Pawlo Li (1988–2022), ukrainischer Theater- und Filmschauspieler und Synchronsprecher

### Mit der Stadt verbunden
- Der Kirchenmusiker Siegfried Bauer (* 1944), der 1995 das Kammerorchester Jewpatorija gründete, erhielt für seine musikalischen Aktivitäten den „Bürgermeister-Duwan-Orden“ und wurde zum Ehrenbürger ernannt.
- Natalja Poklonskaja (* 1980), Generalstaatsanwältin der Republik Krim, wuchs in der Stadt auf und lebte dort bis 2010.